# Andreas Schiemann
Andreas Schiemann (* 30. Juli 1968) ist ein ehemaliger deutscher Fußballspieler, der für Hertha BSC 14 Spiele in der 2. Bundesliga bestritt. 

## Spielerkarriere
Andreas Schiemann spielte in der Jugend unter anderem für die SF Kladow und die SV Blau-Weiß Spandau. Anschließend spielte der Angreifer für den SC Gatow. Dort machte er durch seine Treffsicherheit in der viertklassigen Verbandsliga Berlin auf sich aufmerksam.
1994 wechselte Schiemann schließlich um Zweitligisten Hertha BSC. Unter Karsten Heine konnte er sich in der Spielzeit 1994/95 jedoch keinen Stammplatz erspielen. Im Jahr darauf spielte er keine Rolle mehr und absolvierte unter dem zur Winterpause eingestellten Jürgen Röber nur noch drei Partien in der Schlussphase der Saison als Einwechselspieler in der Abwehr. Meistens stand er in seinem zweiten und letzten Jahr bei der Hertha im Aufgebot der Hertha Amateure, doch auch dort spielte er nicht regelmäßig.
Daraufhin wechselte Schiemann zum Spandauer BC. Mit dem SBC verpasste Schiemann den anvisierten Aufstieg aus der Verbandsliga jedoch.
Ab 1997 spielte Andreas Schiemann beim Bezirksrivalen Spandauer SV als Libero.
Nach zwei Spielzeiten bei SSV verließ Schiemann den Verein und unterzeichnete einen Vertrag beim FC Sachsen Leipzig. Die Sachsen konnten sich 1999/2000 für die neugegründete Regionalliga qualifizieren. Und auch dort war Schiemann 2000/01 mit 34 Einsätzen absoluter Stammspieler, der mit sieben Treffern als Abwehrspieler nur ein Tor weniger als Stürmer Carsten Klee erzielte. Hatten sich die Leipziger sportlich den Klassenerhalt gesichert, so erhielten sie wegen einer fehlenden Bürgschaft keine Lizenz und mussten zwangsabsteigen.
Infolgedessen unterschrieb Schiemann einen Vertrag beim SV Falkensee-Finkenkrug. In Falkensee blieb er bis ins Jahr 2008, bevor er erneut zum FC Spandau 06 ging.

## Trainerkarriere
Beim FC Spandau 06 übernahm Andreas Schiemann 2010 das Amt des Co-Trainers. Von 2011 bis Ende 2016 war Schiemann in selber Position beim Brandenburg-Ligisten SV Falkensee-Finkenkrug angestellt.